# Klymenos (Sohn des Schoineus)
Klymenos (altgriechisch Κλύμενος Klýmenos) ist in der griechischen Mythologie ein König von Arkadien.
Er ist der Sohn des Schoineus (bzw. laut einer anderen Version eines Teleus) und Vater der Harpalyke. Er missbrauchte seine Tochter und zeugte mit ihr einen Sohn, den sie nach der Geburt tötete und ihrem Vater aus Rache bei einem Mahl vorsetzte. Als Klymenos dies bemerkte, erschlug er Harpalyke und beging dann Selbstmord.
Die Geschichte scheint aus hellenistischer Zeit zu stammen und bedient sich verschiedener Motive und Namen aus anderen Sagen.